# Antônio Ferreira Neto
Antônio Ferreira Neto (Recife, 20 de abril de 1881 —?,?) foi um político brasileiro. Exerceu o mandato de deputado classista constituinte em 1934.

## Biografia
Nascido em Recife, é filho de Manuel Ferreira Neto e de Maria da Conceição Ferreira Neto.
Antes de entrar na política, trabalhou em hotéis e restaurantes de Recife, além de ter atuado como guarda noturno, de 1908 a 1911, e motorneiro de bonde, entre 1918 e 1921.
Participante do movimento sindical pernambucano, em 1933, no Rio de Janeiro, foi delegado à Convenção dos Sindicatos do Empregados do Brasil. No mesmo ano, atuou como deputado classista à Assembleia Nacional Constituinte, como representante dos trabalhadores, tendo participado dos trabalhos que resultaram na Constituição promulgada, em 1934, e outras emendas de cunho religioso. Terminou o seu mandato em abril de 1935.
Também foi colaborador de dois jornais do Recife: o Voz Operária e o Jornal da Manhã.